# Trocherateina cachara
Trocherateina cachara là một loài bướm đêm trong họ Geometridae.